# Jacques Lemonnier
Jacques Lemonnier (17 luglio 1958) è un fumettista francese.
Ha firmato le sue opere con diversi pseudonimi: Jacobsen (il più famoso), Jak e Jakez Bihan.
Autore eclettico, ha collaborato ad alcuni riviste di fumetti francesi e statunitensi. Con il personaggio di Céline oppure Mathilde et Gilda ha esplorato il mondo dell'erotismo, mentre con Léo et Lu i libri per bambini.